# 연분수
연분수(連分數)는 다음과 같은 꼴의 분수를 말한다.
{\displaystyle x=a_{0}+{\cfrac {1}{a_{1}+{\cfrac {1}{a_{2}+{\cfrac {1}{a_{3}+\,\ddots }}}}}}}
이 식에서 {\displaystyle a_{0}} 은 정수, 나머지 {\displaystyle a_{n}} 은 양의 정수이다. 위 분수꼴의 수를 {\displaystyle x=[a_{0};a_{1},a_{2},a_{3}]}로 쓰기도 한다. 같은 방법으로 일반적인 연분수를 {\displaystyle [a_{0};a_{1},a_{2},\cdots ,a_{n}]} 로 쓴다. 이를 유한에만 한정하지 않고, 무한까지 확장하여, 무한 연분수를 다음과 같이 극한을 이용하여 정의할 수도 있다.
{\displaystyle [a_{0};a_{1},a_{2},a_{3},\cdots ]=\lim _{n\to \infty }[a_{0};a_{1},a_{2},\cdots ,a_{n}]}
위 극한은 어떤 양의 정수 {\displaystyle a_{1},a_{2},a_{3},\cdots } 들에 대해서도 존재한다.
모든 유한 연분수는 유리수이며, 모든 유리수는 {\displaystyle [2;3,1]=[2;4]={\frac {9}{4}}=2.25}의 경우와 같이 정확히 두 가지 유한 연분수로 나타내어진다. 모든 무한 연분수는 무리수이며, 모든 무리수는 무한 연분수로 표현가능하며 그 표현은 유일하다.
무한 연분수 중 꼬리들이 반복되어 나타나는 것을 순환 연분수라고 한다. 어떤 무리수가 순환 연분수로 표현가능할 필요충분조건은 그것이 어떤 이차방정식의 해가 되는 것이다. 즉, 이차 무리수(영어: quadratic irrational number)인 것이다.

## 근사분수
무리수를 무한 연분수로 나타내는 방법은, 처음 몇 항까지의 연분수가 좋은 유리수 근삿값을 주기 때문에 특히 유용하다. 이런 근사 유리수값을 연분수의 근사분수(convergents)라 부른다.
짝수 근사분수는 실제값보다 작은데 비하여, 홀수 근사분수는 실제값보다 크다.
예를 들어, 원주율 파이({\displaystyle \pi })의 근사분수들을 계산해 보자.
{\displaystyle {\begin{aligned}a_{0}&=\lfloor \pi \rfloor =3&u_{1}&={\frac {1}{\pi -3}}\approx {\dfrac {113}{16}}=7.0625\\a_{1}&=\lfloor u_{1}\rfloor =7&u_{2}&={\frac {1}{u_{1}-7}}\approx {\dfrac {31993}{2000}}=15.9965\\a_{2}&=\lfloor u_{2}\rfloor =15&u_{3}&={\frac {1}{u_{2}-15}}\approx {\dfrac {1003}{1000}}=1.003\end{aligned}}}
({\displaystyle \lfloor x\rfloor }는 {\displaystyle x}보다 작은 최대 정수)
이런 식으로 계속 나간다.
이를 반복하면, 무한 연분수
{\displaystyle {\begin{aligned}\pi &=[3;7,15,1,292,1,1,1,2,\cdots ]\\&=3+{\cfrac {1}{7+{\cfrac {1}{15+{\cfrac {1}{1+{\cfrac {1}{292+{\cfrac {1}{1+{\cfrac {1}{1+{\cfrac {1}{1+{\cfrac {1}{2+{\cfrac {1}{\ddots }}}}}}}}}}}}}}}}}}\end{aligned}}}
를 얻는다.
{\displaystyle \pi }의 세 번째 근사분수는 {\displaystyle [3;7,15,1]={\frac {355}{113}}=3.14159292035\cdots }이며,이는 실제 {\displaystyle \pi } 값에 매우 가까운 값이다.

### 오차의 한계
어떤 무리수의 {\displaystyle n}번째 근사분수는, 그것을 분모와 분자가 서로소인 분수로 나타내었을 때의 분모보다 작은 분모를 가진 어떠한 유리수보다 주어진 무리수에 가까이 근접해 있다.
이 때의 오차의 한계는 {\displaystyle M}을 주어진 무리수, 각각 {\displaystyle p_{n}}과 {\displaystyle q_{n}}을 {\displaystyle n}번째 근사분수의 서로소인 분자와 분모라 할 때, 다음과 같은 식으로 주어진다.
{\displaystyle \left|M-{\frac {p_{n}}{q_{n}}}\right|<{\frac {1}{2{q_{n}}^{2}}}}
또한, 다음 식
{\displaystyle \left|M-{\frac {P}{Q}}\right|<{\frac {1}{2Q^{2}}}}
을 만족하는 가장 작은 정수 {\displaystyle Q}에 대하여, 적당한 자연수 {\displaystyle k}가 존재하여 {\displaystyle P=p_{k}}와 {\displaystyle Q=q_{k}}를 만족한다.

## 같이 보기
- 펠 방정식

## 참고 문헌
- 오정환, 이준복, 『정수론』, 교우사, 2003